# Grote Prijs van Québec 2018
De 9e editie van de Grote Prijs van Quebec werd verreden op 7 september 2018. De wedstrijd werd gereden over 16 rondes van 12,6 kilometer, waardoor de totale lengte van de koers dus 201,6 kilometer was. De wedstrijd maakte deel uit van de UCI World Tour. Titelverdediger was Peter Sagan. Deze editie werd op naam van Michael Matthews geschreven.

## Deelnemende ploegen
De Grote Prijs van Quebec is onderdeel van de UCI World Tour. Worldtourploegen hadden startrecht, geen startplicht. Alle World Tour-teams kozen ervoor om mee te doen. Daarnaast deden er nog drie Pro-Continentale ploegen mee.
| 18 UCI World Tour-ploegen | 18 UCI World Tour-ploegen | 18 UCI World Tour-ploegen | 3 wildcards              |
| ------------------------- | ------------------------- | ------------------------- | ------------------------ |
| AG2R La Mondiale          | EF Education First-Drapac | Mitchelton-Scott          | Canadese nationale ploeg |
| Astana                    | Groupama-FDJ              | Quick-Step Floors         | Israel Cycling Academy   |
| Bahrein-Merida            | Team Katjoesja Alpecin    | Team Sky                  | Rally Cycling            |
| BMC Racing Team           | LottoNL-Jumbo             | Sunweb                    |                          |
| BORA-hansgrohe            | Lotto Soudal              | Trek-Segafredo            |                          |
| Dimension Data            | Movistar                  | UAE Team Emirates         |                          |
|                           |                           |                           |                          |
|                           |                           |                           |                          |

## Uitslag
| Grote Prijs van Quebec 2018 |                   |                        |         |
| Plaats                      | Naam              | Ploeg                  | tijd    |
| Winnaar                     | Michael Matthews  | Team Sunweb            | 5u04'17 |
| 2                           | Greg Van Avermaet | BMC Racing Team        | z.t.    |
| 3                           | Jasper Stuyven    | Trek-Segafredo         | z.t.    |
| 4                           | Timo Roosen       | Team LottoNL-Jumbo     | z.t.    |
| 5                           | Patrick Konrad    | BORA-hansgrohe         | z.t.    |
| 6                           | Zdeněk Štybar     | Quick-Step Floors      | z.t.    |
| 7                           | Arthur Vichot     | Groupama-FDJ           | z.t.    |
| 8                           | Nathan Haas       | Team Katjoesja Alpecin | z.t.    |
| 9                           | Michael Valgren   | Astana Pro Team        | z.t     |
| 10                          | Anthony Roux      | Groupama-FDJ           | z.t.    |

2010 · 2011 · 2012 · 2013 · 2014 · 2015 · 2016 · 2017 · 2018 · 2019 · 2020-2021 · 2022 · 2023 · 2024
 Tour Down Under ·
 Great Ocean Road Race ·
 Ronde van Abu Dhabi ·
 Omloop Het Nieuwsblad ·
 Strade Bianche ·
 Parijs-Nice · 
 Tirreno-Adriatico · 
 Milaan-San Remo ·
 Ronde van Catalonië ·
 Gent-Wevelgem ·
 Dwars door Vlaanderen ·
 E3 Harelbeke ·
 Ronde van Vlaanderen ·
 Ronde van het Baskenland ·
 Parijs-Roubaix ·
 Amstel Gold Race ·
 Waalse Pijl ·
 Luik-Bastenaken-Luik ·
 Ronde van Romandië ·
 Eschborn-Frankfurt ·
 Ronde van Italië ·
 Ronde van Californië ·
 Critérium du Dauphiné ·
 Ronde van Zwitserland ·
 Ronde van Frankrijk ·
 RideLondon Classic ·
 Clásica San Sebastián ·
 Ronde van Polen ·
  BinckBank Tour ·
 Ronde van Spanje ·
 EuroEyes Cyclassics ·
 Bretagne Classic ·
 GP van Quebec ·
 GP van Montreal ·
 Ronde van Lombardije ·
 Ronde van Turkije ·
 Ronde van Guangxi